# Tournoi d'ouverture du championnat d'Argentine de football 2005
Navigation
Tournoi précédent Tournoi suivant
Le tournoi d'ouverture de la saison 2005 du Championnat d'Argentine de football est le premier tournoi semestriel de la 76e édition du championnat de première division en Argentine. Les vingt équipes sont regroupées au sein d'une poule unique où elles affrontent une fois chacun de leurs adversaires. Il n'y a ni promotion, ni relégation à l'issue de ce tournoi.
C'est le club de Boca Juniors qui remporte le tournoi après avoir terminé en tête du classement final, avec trois points d'avance sur Gimnasia y Esgrima (La Plata) et sept sur le tenant du titre, Vélez Sarsfield. C'est le vingt-septième titre de champion d'Argentine de l'histoire du club.

## Qualifications continentales
Le vainqueur du tournoi Ouverture est directement qualifié pour la Copa Libertadores 2007. 

## Les clubs participants
| \| Buenos Aires La Plata Rosario Santa Fe Córdoba Bahía Blanca Jujuy \| Villes représentées lors de la saison 2005-2006 |
| Buenos Aires La Plata Rosario Santa Fe Córdoba Bahía Blanca Jujuy                                                       |

- Instituto (Córdoba)
- Arsenal
- Gimnasia y Esgrima (La Plata)
- Rosario Central
- Quilmes
- Boca Juniors
- Banfield
- Club Atlético Colón (Santa Fe)
- Olimpo (Bahía Blanca)
- Independiente
- Lanús
- Newell's Old Boys (Rosario)
- Argentinos Juniors
- Racing Club
- San Lorenzo de Almagro
- Estudiantes (La Plata)
- River Plate
- Vélez Sársfield
- Tiro Federal (Rosario) - Promu de Primera B Nacional
- Gimnasia y Esgrima (Jujuy) - Promu de Primera B Nacional

## Compétition
Le barème utilisé pour établir le classement est le suivant :
- Victoire : 3 points
- Match nul : 1 point
- Défaite : 0 point

### Classement
| Rang | Équipe                        | Pts | J  | G  | N  | P  | Bp | Bc | Diff |
| ---- | ----------------------------- | --- | -- | -- | -- | -- | -- | -- | ---- |
| 1    | Boca Juniors                  | 40  | 19 | 12 | 4  | 3  | 36 | 17 | +19  |
| 2    | Gimnasia y Esgrima (La Plata) | 37  | 19 | 11 | 4  | 4  | 28 | 19 | +9   |
| 3    | Vélez SársfieldT              | 33  | 19 | 10 | 3  | 6  | 26 | 16 | +10  |
| 4    | Independiente                 | 32  | 19 | 8  | 8  | 3  | 34 | 22 | +12  |
| 5    | Banfield                      | 28  | 19 | 5  | 13 | 1  | 25 | 15 | +10  |
| 6    | River Plate                   | 28  | 19 | 8  | 4  | 7  | 31 | 22 | +9   |
| 7    | Estudiantes (La Plata)        | 28  | 19 | 8  | 4  | 7  | 23 | 22 | +1   |
| 8    | Argentinos Juniors            | 28  | 19 | 8  | 4  | 7  | 19 | 20 | -1   |
| 9    | San Lorenzo de Almagro        | 28  | 19 | 8  | 4  | 7  | 33 | 39 | -6   |
| 10   | Colón (Santa Fe)              | 26  | 19 | 7  | 5  | 7  | 28 | 27 | +1   |
| 11   | Racing Club                   | 25  | 19 | 7  | 4  | 8  | 28 | 27 | +1   |
| 12   | Olimpo (Bahía Blanca)         | 23  | 19 | 5  | 8  | 6  | 19 | 23 | -4   |
| 13   | Lanús                         | 23  | 19 | 5  | 8  | 6  | 21 | 31 | -10  |
| 14   | Arsenal                       | 22  | 19 | 5  | 7  | 7  | 23 | 24 | -1   |
| 15   | Rosario Central               | 22  | 19 | 5  | 7  | 7  | 20 | 29 | -9   |
| 16   | Newell's Old Boys (Rosario)   | 20  | 19 | 5  | 5  | 9  | 25 | 27 | -2   |
| 17   | Quilmes                       | 19  | 19 | 4  | 7  | 8  | 20 | 27 | -7   |
| 18   | Gimnasia y Esgrima (Jujuy)P   | 18  | 19 | 3  | 9  | 7  | 23 | 30 | -7   |
| 19   | Tiro Federal (Rosario)P       | 15  | 19 | 4  | 3  | 12 | 22 | 31 | -9   |
| 20   | Instituto (Córdoba)           | 15  | 19 | 2  | 9  | 8  | 11 | 27 | -16  |

|  | Qualification directe pour la Copa Libertadores 2007 |
|  | T : Tenant du titre P : Club promu de Primera B      |

## Bilan de la saison
| Championnat d'Argentine de football 2005 |                          |
| Champion                                 | Boca Juniors (27e titre) |
| Coupes et trophées                       |                          |
| Vainqueur de la Coupe d'Argentine 2005   | Non disputée             |
| Qualifications continentales             |                          |
| Copa Libertadores 2007                   | Boca Juniors             |
| Promotions et relégations                |                          |
| Promus en Primera Division               | Aucun                    |
| Relégués en Primera B Nacional           | Aucun                    |